# Resmethrin
Resmethrin je syntetický pyrethroid široce používaný jako insekticid, například pro omezování populace komárů.
Molekula resmethrinu má čtyři stereoizomery vycházející z orientace cis–trans okolo uhlíkového trojúhelníku a z chirality. Technický resmethrin je směsí izomerů (1R,trans)-, (1R,cis)-, (1S,trans)-, (1S,cis)-, typicky v poměru 4:1:4:1. Izomery 1R (jak trans, tak cis) mají silný insekticidní účinek, zatímco izomery 1S nikoli. Izomer (1R,trans)- je znám také jako bioresmethrin, (+)-trans-resmethrin nebo d-trans-resmethrin; přestože se používá i samostatně, není nyní[kdy?] v USA registrován EPA jako samostatná aktivní složka (AI). Izomer (1R,cis)- je znám jako cismethrin a také není samostatně registrován.
Resmethrin je obsažen v řadě insekticidních přípravků prodávaných například pod značkami Chrysron, Crossfire, Pynosect, Raid Flying Insect Killer, Scourge, Sun-Bugger #4, SPB-1382, Synthrin, Syntox, Vectrin nebo Whitmire PT-110.